# 北美鸊鷉屬
西䴙䴘屬（學名：Aechmophorus），是鷉形目鸊鷉科下的一個屬，現存2物種皆生活於北美洲：
- 西鸊鷉 A. occidentalis (Lawrence, 1858)
- 克拉克氏鸊鷉 A.clarkii (Lawrence, 1858)